# Wiecznie żywy
Wiecznie żywy (ang. Warm Bodies) – amerykański horror komediowy z 2013 roku oparty na scenariuszu i reżyserii Jonathana Levine. W filmie występują Nicholas Hoult i Teresa Palmer.
Światowa premiera filmu miała miejsce 1 lutego 2013 roku, natomiast w Polsce odbyła się 1 marca 2013 roku.

## Opis fabuły
Tajemnicza zaraza pustoszy Ziemię, zamieniając ludzi w krwiożercze bestie – niemych i bezmyślnych zombie. Ocalali z plagi chronią się na pilnie strzeżonych stadionach. Zombie żywią się ludzkim mięsem, a po zjedzeniu mózgu przejmują wspomnienia swoich ofiar. R (Nicholas Hoult) to jeden z niewielu nieumarłych, którzy po przemianie zachowali zdolność myślenia i mówienia. Któregoś dnia R zabija pewnego chłopaka i zjada jego mózg. W ten sposób zyskuje uczucia, jakie młody człowiek żywił do pięknej Julie (Teresa Palmer). Między zombie i dziewczyną wybucha gwałtowna miłość.

## Obsada
- Nicholas Hoult – R
- Teresa Palmer – Julie Grigio
- Rob Corddry – M / Marcus
- Dave Franco – Perry Kelvin
- Analeigh Tipton – Nora
- Cory Hardrict – Kevin
- John Malkovich – pułkownik Grigio